# TOTEM

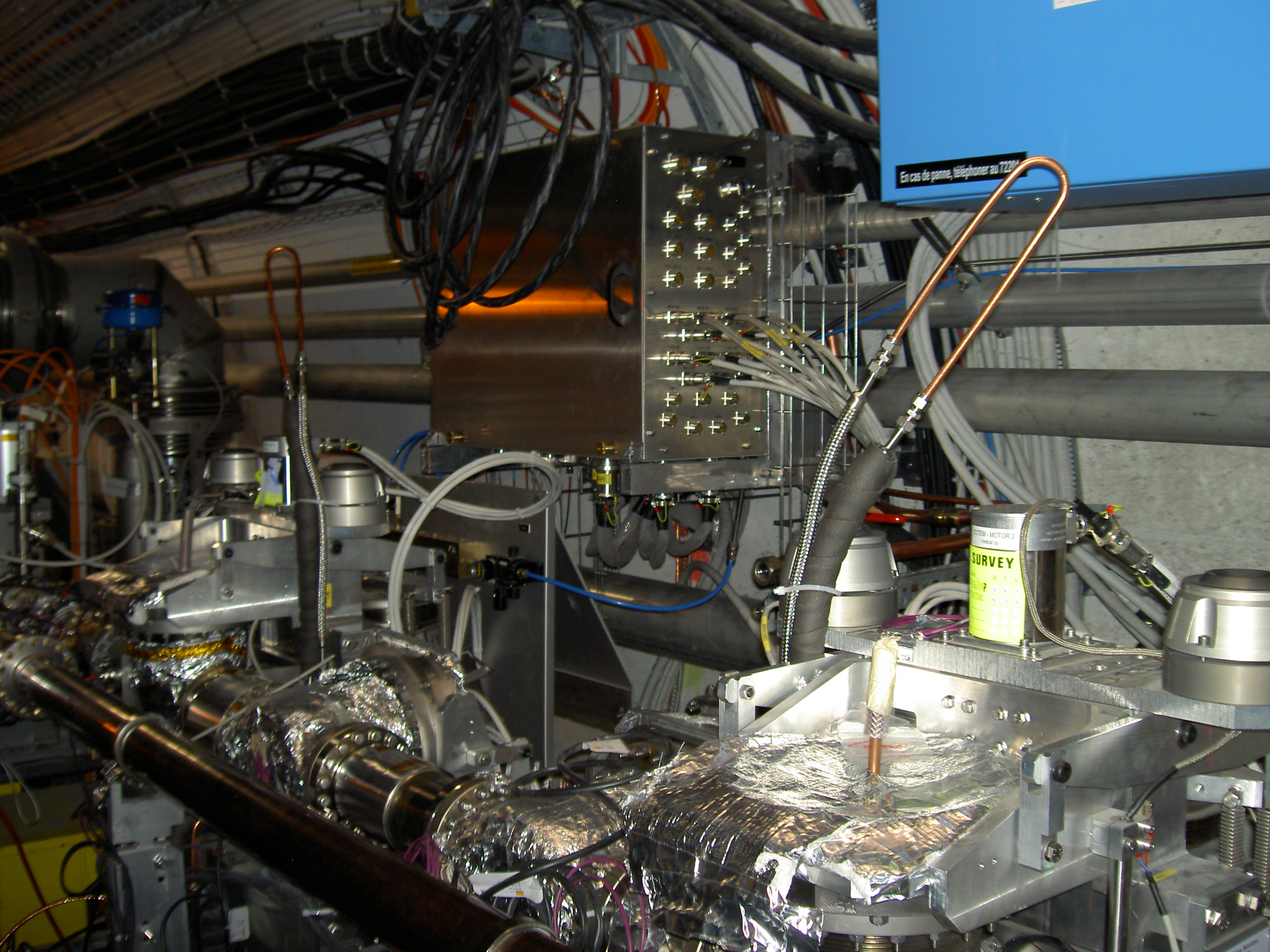
Ein „Roman Pot“ des TOTEM-Experiment

TOTEM (ein Apronym für Total Elastic and Diffractive Cross Section Measurement, siehe Totem) ist ein Detektor am Large Hadron Collider (LHC), dem größten Teilchenbeschleuniger am Europäischen Kernforschungszentrum CERN bei Genf. Mit TOTEM soll die Größe des Protons mit bislang noch unerreichter Genauigkeit ermittelt werden. Des Weiteren soll die Luminosität des LHC beobachtet werden. Mit dem TOTEM-Experiment werden in Vorwärtsrichtung gestreute und produzierte Teilchen untersucht. Dazu werden Komponenten genutzt, die sich in eigens angefertigten Vakuumkammern, sogenannten Roman Pots in der Nähe des Teilchenstrahls befinden.
TOTEM befindet sich in der Nähe des LHC-Detektors CMS beim LHC-Zugangspunkt 5, südlich des Dorfes Cessy. Die Versuchsinstallation ist 440 m lang, 5 m breit, 5 m hoch und wiegt 20 Tonnen. Die Anlage ist damit einer der kleineren Detektoren, die Materialkosten betrugen etwa 6,5 Millionen Schweizer Franken (ca. 4,4 Millionen Euro).
Am TOTEM-Experiment nehmen rund 60 Wissenschaftler teil, die von 10 Instituten aus 7 Ländern (Estland, Finnland, Italien, Schweiz, Tschechien, Ungarn und Vereinigte Staaten) stammen (Stand Dezember 2008).